# Светий Грегор
Светий Грегор (словен. Sveti Gregor) — поселення в общині Рибниця, регіон Південно-Східна Словенія, Словенія.

## Відомі особистості
В поселенні народився:
- Янез Крек (1865—1917) — словенський соціолог, літератор, політичний та профспілковий діяч.